# Хёрбигер, Пауль
Па́уль Хёрбигер (нем. Paul Hörbiger; 29 апреля 1894, Будапешт — 5 марта 1981, Вена) — австрийский актёр. Снялся в более чем 250 кинофильмах.

## Биография
Пауль Хёрбигер — сын инженера Ганса Хёрбигера, основоположника доктрины вечного льда. Он приходится братом актёру Аттиле Хёрбигеру и дядей актрисам Элизабет Орт, Кристиане и Марезе Хёрбигер.
В 1902 году семья переехала в Вену. Окончив гимназию, Хёрбигер отправился в 1914 году добровольцем на фронт и служил в полку горной артиллерии. Неоднократно награждённый, он 1 ноября 1918 года получил звание старшего лейтенанта.
После войны Пауль учился в актёрской школе Отто и начал театральную карьеру в 1919 году в городском театре богемского Райхенберга, а в 1920—1926 годах служил в пражском Немецком театре. Переломным моментом в карьера Пауля Хёрбигера стало приглашение в Немецкий театр в Берлине, поступившее от Макса Рейнхардта. В этом театре Хёрбигер прослужил с 1926 по 1940 годы.
В 1930-е годы с приходом звукового кино Пауль Хёрбигер стал одним из самых популярных немецкоязычных актёров. В своих ролях он воплощал тип дружелюбных и жизнерадостных людей. Великолепным партнёром Гёрбигеру стал Ханс Мозер. В 1940—1943 годах Пауль Хёрбигер работал в венском Бургтеатре. На Зальцбургском музыкальном фестивале 1943 года Пауль Хёрбигер выступил в роли Папагено в «Волшебной флейте» Моцарта, а его партнёршей стала Густи Хубер. В 1936 году Гёрбигер вместе с Э. В. Эмо и австрийским консулом Карлом Кюнцелем основал в Берлине киностудию «Algefa-Film».
После аншлюса Австрии Пауль Хёрбигер, как и многие другие австрийские деятели искусства, участвовал в пропагандистских мероприятиях национал-социалистов, призывая участвовать в референдуме. Тем не менее, Хёрбигер помогал многим своим коллегам еврейского происхождения бежать в Швейцарию. В 1945 году Пауль Хёрбигер был арестован и приговорён к смертной казни за государственную измену. BBC сообщала даже о его смерти.
После войны Пауль Хёрбигер продолжил актёрскую карьеру и был очень популярен в 1950-е годы. В этот период были сняты с его участием «Третий человек», «Похищение сабинянок», «Молодые годы королевы» режиссёра Эрнста Маришки и «Тётка Чарлея». В 1947—1949 годах Хёрбигер возглавлял венский футбольный клуб «Фёрст».
С середины 1960-х годов Хёрбигер работал преимущественно в театре и снимался на телевидении. В 1980 году состоялась премьера последнего спектакля с участием Пауля Хёрбигера — «Комедия тщеславия» Элиаса Канетти.
В 1921 году Пауль Хёрбигер женился на актрисе Йозефе Геттке. Дети: Кристль (Christl, род. 1922), Ханси (Hansi, 1926—1929), Моника (Monica, род. 1930; мать Кристиана Трамица и Томаса Хёрбигера, отца Мави Хёрбигер).

## Фильмография
| - 1928: Венгерская рапсодия - 1928: Dyckerpotts Erben - 1928: G’schichten aus dem Wienerwald - 1928: Heut’ spielt der Strauß - 1928: Das letzte Souper - 1928: Die Räuberbande - 1928: Schmutziges Geld - 1928: Sechs Mädchen suchen Nachtquartier - 1928: Шпионы — Spione - 1928: Die große Abenteuerin - 1928: Der hesche Husar - 1928: Die Dame mit der Maske - 1928: Die tolle Komteß - 1928: Die Wochenendbraut - 1929: Асфальт — Asphalt - 1929: Möblierte Zimmer - 1929: Wer wird denn weinen, wenn man auseinandergeht? - 1929: Der Sträfling aus Stambul - 1929: Drei um Edith - 1929: Die Frau, die jeder liebt, bist du! - 1929: Das grüne Monokel - 1929: Ein kleiner Vorschuß auf die Seligkeit - 1929: Frauen am Abgrund - 1930: Das alte Lied - 1930: Drei Tage Mittelarrest - 1930: Der Herr auf Bestellung - 1930: Nur Du - 1930: Ich glaub’ nie mehr an eine Frau - 1930: Delikatessen - 1930: Wie werde ich reich und glücklich? - 1930: Der unsterbliche Lump - 1930: Zwei Herzen im Dreiviertel-Takt - 1931: Arm wie eine Kirchenmaus - 1931: Ihre Hoheit befiehlt - 1931: Der Kongreß tanzt - 1931: Kyritz — Pyritz - 1931: Mein Herz sehnt sich nach Liebe - 1931: Der Zinker - 1931: Der verjüngte Adolar - 1931: Die lustigen Weiber von Wien - 1931: Walzerparadies - 1931: Kabarett-Programm Nr. 4 - 1931: Die Försterchristl - 1931: Der ungetreue Eckehart - 1931: Der Stumme von Portici - 1931: Reserve hat Ruh - 1931: Grock - 1931: Sein Scheidungsgrund - 1932: Ein blonder Traum - 1932: Friederike - 1932: Johann Strauß, k. u. k. Hofkapellmeister - 1932: So ein Mädel vergißt man nicht - 1932: Ein steinreicher Mann - 1932: Ein toller Einfall - 1932: Die unsichtbare Front - 1932: Quick - 1932: Paprika - 1932: Zwei glückliche Tage - 1932: Скамполо, дитя улицы — Scampolo, ein Kind der Straße - 1932: Annemarie, die Braut der Kompanie - 1932: Peter Voss, der Millionendieb - 1932: Es war einmal ein Walzer - 1932: Lügen auf Rügen - 1932: Das Geheimnis um Johann Orth - 1932: Drei von der Kavallerie - 1932: Тренк — Trenck - 1933: Kaiserwalzer - 1933: Игра в любовь — Liebelei - 1933: Walzerkrieg - 1933: Heimkehr ins Glück - 1933: Zwei gute Kameraden - 1933: Ein Lied für dich - 1933: Skandal in Budapest - 1933: Gruß und Kuß — Veronika - 1933: Pardon, tévedtem - 1933: Keinen Tag ohne Dich - 1933: Der große Bluff - 1934: … heute abend bei mir - 1934: Frühjahrsparade - 1934: Rosen aus dem Süden - 1934: Der Herr ohne Wohnung - 1934: Ich heirate meine Frau - 1934: Королева чардаша — Die Czardasfürstin - 1934: Mein Herz ruft nach dir - 1934: Spiel mit dem Feuer - 1934: Besuch am Abend - 1934: Die Abschieds-Symphonie - 1934: Herz ist Trumpf - 1934: Fräulein Frau - 1935: Petersburger Nächte - 1935: Königswalzer - 1935: Endstation - 1935: Liebeslied - 1935: Das Einmaleins der Liebe - 1935: Wenn die Musik nicht wär - 1935: Frischer Wind aus Kanada - 1936: Puppenfee, Die - 1936: Seine Tochter ist der Peter - 1936: Lumpacivagabundus - 1936: Drei Mäderl um Schubert - 1936: Schabernack - 1936: Fiakerlied - 1936: Kinderarzt Dr. Engel - 1937: Peter im Schnee - 1937: Der Scheidungsgrund - 1937: Florentine - 1937: Die Landstreicher - 1938: Der Blaufuchs - 1938: Einmal werd’ ich Dir gefallen - 1938: Es leuchten die Sterne - 1938: Heimat - 1938: Heiraten — aber wen? - 1938: Immer wenn ich glücklich bin (Immer wenn ich glücklich bin..!) - 1938: Des jungen Dessauers große Liebe - 1938: Die kleine Prinzessin (Prinzessin Sissy) - 1938: Liebelei und Liebe - 1939: Maria Ilona - 1939: Mutterliebe - 1939: Бал в опере — Opernball - 1939: Salonwagen E 417 - 1939: Hochzeitsreise zu dritt - 1939: Drunter und drüber - 1939: Ich bin Sebastian Ott | - 1939: Unsterblicher Walzer - 1939: Kitty und die Weltkonferenz - 1939: Männer müssen so sein - 1940: Falstaff in Wien - 1940: Herzensfreud — Herzensleid - 1940: Der liebe Augustin - 1940: Operette - 1940: Концерт по заявкам — Wunschkonzert - 1940: Wiener G’schichten - 1941: Oh, diese Männer - 1941: Приглашаем на танец — Wir bitten zum Tanz - 1942: Великая любовь - 1942: Die heimliche Gräfin - 1942: So ein Früchtchen - 1942: Wen die Götter lieben - 1942: Brüderlein fein - 1943: Lache Bajazzo - 1943: Schwarz auf Weiß - 1943: Паяцы — I Pagliacci — Тонио - 1944: Romantische Brautfahrt - 1944: Schrammeln - 1944: Die Zaubergeige - 1945: Glück muß man haben - 1947: Der Hofrat Geiger - 1948: Leckerbissen - 1948: Der Engel mit der Posaune - 1948: Kleine Melodie aus Wien - 1948: The Mozart Story - 1949: Третий человек — Der dritte Mann - 1949: Der Bagnosträfling - 1949: Das Tor zum Paradies — Бондлькрамер - 1950: Epilog — Das Geheimnis der Orplid - 1950: Schwarzwaldmädel - 1950: Eine Nacht im Separee - 1950: Der Seelenbräu - 1951: Verklungenes Wien - 1951: Wenn die Abendglocken läuten - 1951: Frühlingsstimmen - 1951: Die Frauen des Herrn S. - 1951: Der Teufel führt Regie - 1951: Der alte Sünder - 1951: Der fidele Bauer - 1951: Was das Herz befiehlt - 1952: Hallo Dienstmann - 1952: Das Land des Lächelns - 1952: Mein Herz darfst du nicht fragen - 1952: 1. April 2000 - 1952: Mikosch rückt ein - 1952: Ich hab’ mein Herz in Heidelberg verloren - 1952: Man lebt nur einmal - 1952: Ich heiße Niki - 1952: Ich tanze mit Dir in den Himmel hinein - 1953: Von Liebe reden wir später - 1953: Die Rose von Stambul - 1953: Das tanzende Herz - 1953: Die Perle von Tokay - 1953: Der Feldherrnhügel - 1953: Junges Herz voll Liebe - 1953: Die Privatsekretärin - 1953: Mit siebzehn beginnt das Leben - 1953: Fiakermilli — Liebling von Wien - 1954: Die schöne Müllerin - 1954: Молодые годы королевы — Mädchenjahre einer Königin - 1954: Die Stadt ist voller Geheimnisse - 1954: Schützenliesel - 1954: Und der Himmel lacht dazu - 1954: Похищение сабинянок — Der Raub der Sabinerinnen - 1954: Der Zigeunerbaron - 1954: Meine Schwester und ich - 1954: Una Parigina a Roma - 1955: Banditen der Autobahn - 1955: Du mein stilles Tal - 1955: Der fröhliche Wanderer - 1955: Ja, so ist das mit der Liebe - 1955: Марш для императора — Die Deutschmeister - 1955: Eine Frau genügt nicht - 1955: Ein Herz bleibt allein - 1955: Die Försterbuben - 1955: Hilfe — sie liebt mich - 1955: An der schönen blauen Donau - 1956: Lügen haben hübsche Beine - 1956: Тётка Чарлея — Charleys Tante - 1956: Die Christel von der Post - 1956: … und wer küßt mich? - 1956: Lumpazivagabundus - 1956: Manöverball - 1956: Bademeister Spargel - 1956: Was die Schwalbe sang - 1956: Das Donkosakenlied - 1956: Der schräge Otto - 1957: Wien, du Stadt meiner Träume - 1957: Heiratskandidaten - 1957: Heimweh … dort, wo die Blumen blühn - 1957: Der schönste Tag meines Lebens - 1957: Hoch droben auf dem Berg - 1957: Die Winzerin von Langenlois - 1957: Ober, zahlen! - 1958: Hallo Taxi - 1958: Sebastian Kneipp — Ein großes Leben - 1958: Hoch klingt der Radetzkymarsch - 1959: Heimat, deine Lieder - 1960: Kauf Dir einen bunten Luftballon - 1961: … und du mein Schatz bleibst hier - 1961: Der Orgelbauer von St. Marien - 1962: Drei Liebesbriefe aus Tirol - 1962: Tanze mit mir in den Morgen - 1963: Die ganze Welt ist himmelblau - 1963: Ferien vom Ich - 1963: Im singenden Rössel am Königssee - 1964: Das hab ich von Papa gelernt - 1964: Die große Kür - 1964: Happy-End am Wörthersee - 1965: Leinen aus Irland - 1965: Der Alpenkönig und der Menschenfeind - 1965: Ruf der Wälder - 1971: Mordverdacht - 1972: Sie nannten ihn Krambambuli |

## Призы и награды
- Премия "Staatsschauspieler", 1942, Германия;
- Премия "Золотая медаль Австрии", Австрия;
- Почётный знак «За заслуги перед Австрийской Республикой», 1964;
- Звание "Kammerschauspieler", 1969;
- Премия "Filmband in Gold" за долгую и выдающуюся работу в немецком кино, 1969;
- Премия "Girardi-Ring", 1972;
- Австрийский почётный знак «За науку и искусство» Первой степени, 1974;
- Награда "Ehrenring der Stadt Wien", 1974;
- Премия "Золотая камера", 1980;
- Приз "Nestroy-Ring", 1980.